# 諾西貝島國家公園

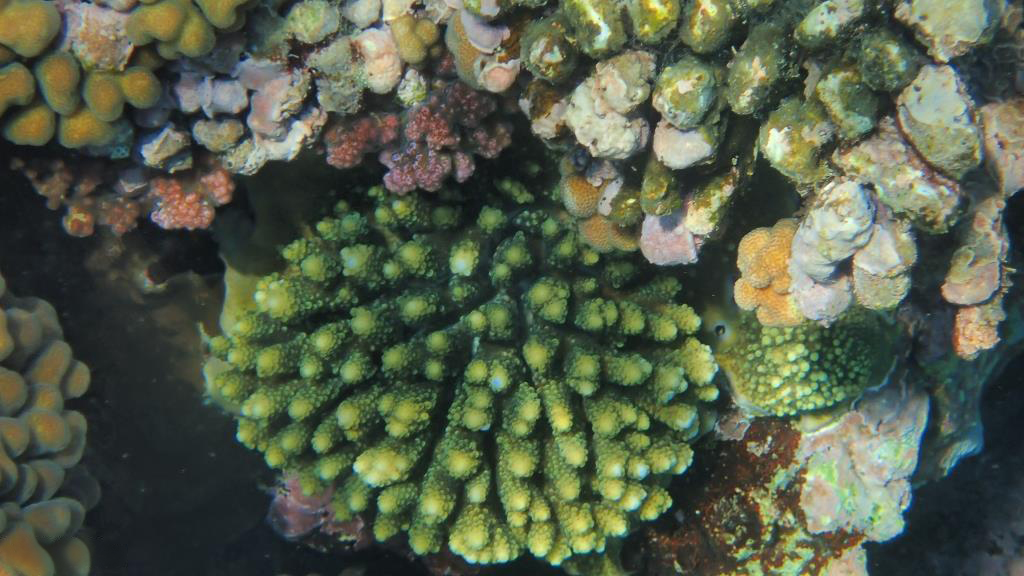

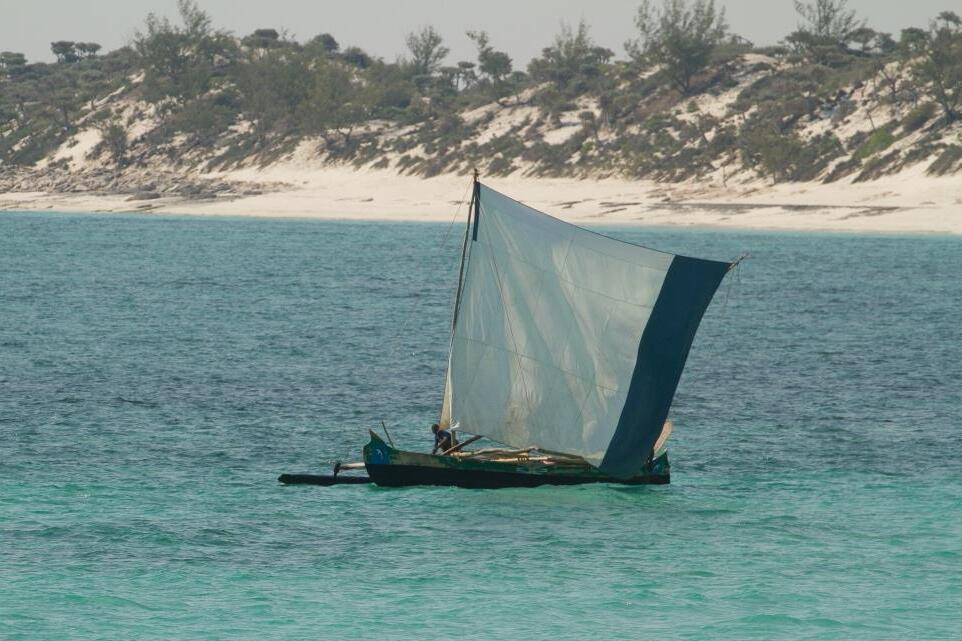

諾西貝島國家公園是馬達加斯加的國家公園，位於該國西南部，面積921平方公里，該地區水域有腔棘魚、海龜、儒艮、海豚、鯨等海洋生物棲息。